# Congreso Nacional del Pueblo
El Congreso Nacional del Pueblo (en inglés, People's National Congress) es un partido político guyanés de tendencia socialdemócrata. En las últimas elecciones, celebradas en marzo de 2020, la coalición que encabezaba obtuvo el 47.39% de los votos y 31 de los 65 escaños de la Asamblea Nacional.

## Historia
Entre 1964 y 1992, el PNC dominó la política de Guyana. El PNC recibe el apoyo principalmente de las clases urbanas negras. Durante muchos años se declaró un partido socialista, cuyo propósito era hacer de Guyana un estado socialista no alineado.
Forbes Burnham fue uno de sus principales dirigentes. Burnham fue Primer ministro de Guyana durante los períodos 1970-1980 y 1980-1985. Tras la muerte de Burnham, en 1985, el presidente Desmond Hoyte, y líder del partido, tomó medidas para frenar el declive económico que incluyeron el fortalecimiento de los controles financieros sobre las empresas paraestatales y el apoyo al sector privado. En agosto de 1987, durante un Congreso del PNC, Hoyte anunció que el partido renunciaba a su ideología socialista para enfocarse en una ideología más moderada y pluralista.
A medida que las elecciones de 1992 se acercaban, Hoyte, bajo la presión creciente de dentro y fuera de Guyana, comenzó una apertura política. Finalmente ese año, el partido perdió su hegemonía, a manos del Partido Progresista del Pueblo. Desde entonces, hasta 2015, la oposición al PNC gobernó Guyana de forma ininterrumpida.
En 2001, el partido formó una alianza con una agrupación llamada Reforma, consiguiendo en las elecciones de ese año el 41,7% de los votos y 27 de los 65 escaños. En las elecciones de 2006, cambió su denominación por Asamblea Popular Nacional de Reforma-Una Guyana (APNR-1G); y aunque perdió 5 escaños, siguió siendo el segundo partido político más grande en Guyana. En las elecciones de 2011 formó parte de la coalición "Una Asociación Para la Unidad Nacional" y consiguió un 40.81% de los votos, obteniendo 26 de los 65 escaños. En las elecciones de 2015, el PNC se presentó dentro de la misma coalición, la cual obtuvo un 50.29% y 33 de los 65 escaños en la Asamblea, lo cual permitió la asunción al poder de David Granger, con este último en la Presidencia, el PNC volvió al gobierno después de 23 años en la oposición.
En las elecciones de 2020, el partido se presentó dentro de la misma coalición, la cual obtuvo un 47.34% y 31 de los 65 escaños en la Asamblea, lo cual se tradujo en una derrota y en el regreso al poder del Partido Progresista del Pueblo.

## Resultados electorales

### Elecciones generales
|  | 25.48 % |

|  | 40.99 % |

|  | 40.52 % |

|  | 55.81 % |

|  | 70.10 % |

|  | 77.66 % |

|  | 78.54 % |

|  | 42.31 % |

|  | 40.55 % |

|  | 41.83 % |

|  | 34.07 % |

|  | 40.81 % |

|  | 50.30 % |

|  | 47.34 % |

### Elecciones regionales
|  | 77.78 % |

|  | 0.00 % |

|  | 0.00 % |

|  | 40.38 % |

|  | 41.54 % |

|  | 34.09 % |

|  | 40.45 % |

|  | 49.92 % |